# Pehr Erik Gellerstedt

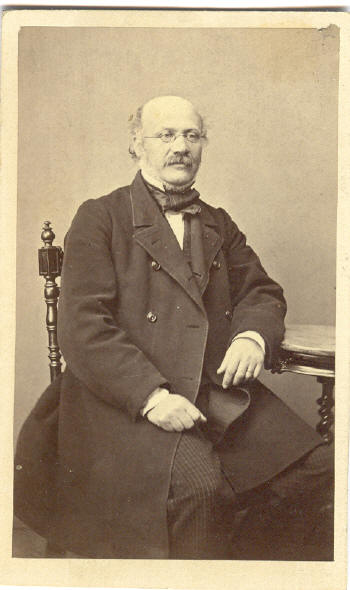
Pehr Erik Gellerstedt.

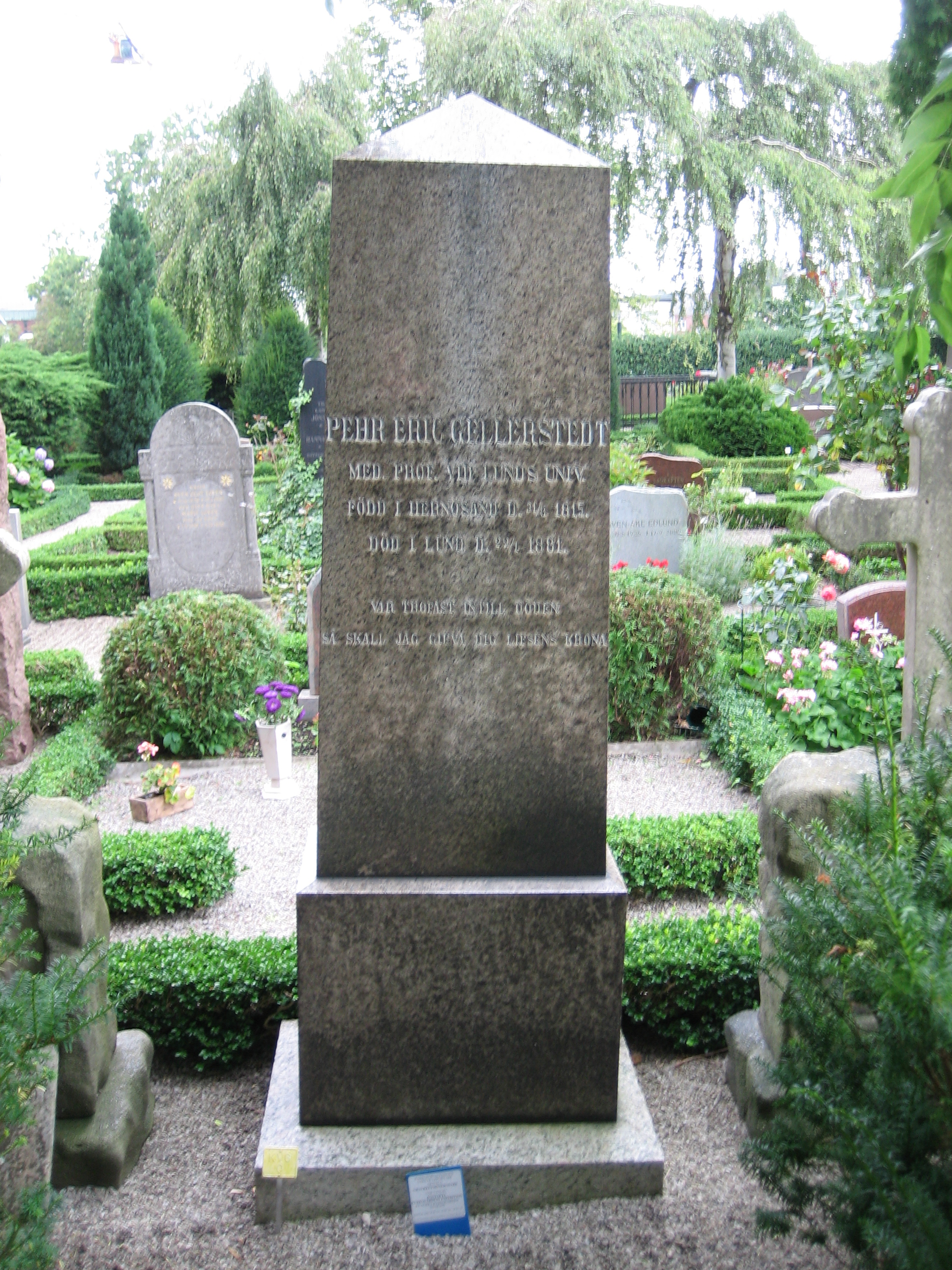
Pehr Erik Gellerstedts grav på klosterkyrkogården i Lund.

Pehr Erik Gellerstedt, född 31 augusti 1815 i Härnösand, död 22 januari 1881 i Lund, var en svensk läkare och universitetslärare.

## Biografi
Gellerstedt blev medicine licentiat 1838 i Uppsala och medicine doktor (med första hedersrummet) 1841. Han hade därefter flera förordnanden som sjukhusläkare och kallades 1844 till docent i praktisk medicin i Uppsala och 1845 till lärare i rättsmedicin vid Karolinska institutet samt utnämndes 1848 till professor i praktisk medicin vid Lunds universitet. Han var rektor för universitetet 1857–1858.
Gellerstedt blev ledamot av Vetenskapsakademien 1859 samt var medlem och vice ordförande i den samma år tillsatta kommittén för medicinska undervisningens ordnande. Han var en framstående klinisk lärare och hade även stort anseende som duglig praktisk läkare. Utöver akademiska skrifter författade han uppsatser och recensioner i tidskriften "Hygiea".
Gellerstedt ligger begravd på klosterkyrkogården i Lund.